# Маркъс Кембъл
Маркъс Кембъл (на английски: Marcus Campbell) е шотландски професионален играч на снукър, живее в град Бишъптън, Шотландия. Девет последователни сезона Кембъл е в топ 64 в ранглистата, като в сезон 2008/09 е на 42-ро място.
Маркъс Кембъл е може би един от най-добрите играчи, след сънародника си Стивън Хендри, който успява да разчиства безответно масата за снукър. Именно среу Хендри Маркъс Кембъл успява да поднесе една от най-големите изненада в съвременния снукър, побеждавайки го в Ливърпул през 1998 г. на Британското първенство с резултат 9 – 0 фрейма. Вдъхновение за този мач намира и в победата преди това над Куентин Хан с 9 – 4 фрейма.
Маркъс Кембъл започва силно сезон сезон 2007/08, достигайки осминафинал на Гран При, като отпада от Джо Суейл с 5 – 2 фрейма. В групата си изиграва следните срещи: победа над Фъргъл О'Брайън 4 – 3; победа над Греъм Дот с 4 – 2; загуба от Алистър Картър с 4 – 0; победа над Антъни Хамилтън с 4 – 3 и победа над Майкъл Холт с 4 – 2 фрейма. В групата си завърши на втора позиция.
През същия сезон достига до 1/32 финалите на Открито първенството на Уелс, постигайки победи над Lee Spick, Рики Уолдън и Джерард Грийн в квалификациите. В битка за попадане сред 16-те най-добри на турнира обаче Кембъл губи мача си срещу китаеца Дин Джънхуй с 4 – 5 фрейма.
Маркъс Кембъл тренира в клуб в Глазгоу заедно с Алън Макманъс и Стивън Магуайър.
На 8 ноември 2008 г. Маркъс Кембъл постига своя първи максимален брейк в кариерата в мач срещу Ahmed Basheer Al-Khusaibi от Wildcard кръга на Първенството на Бахрейн.

## Сезон 2009/10
| Турнир                    | Резутат | Спечелени пари | Ранкинг точки | Най-голям брейк | 100+ брейк | 50+ брейк | Брой спечелени срещи |
| ------------------------- | ------- | -------------- | ------------- | --------------- | ---------- | --------- | -------------------- |
| Шанхай мастърс 2009       |         | £              |               |                 |            |           |                      |
| Гран При 2009             |         | £              |               |                 |            |           |                      |
| Британско първенство 2009 |         | £              |               |                 |            |           |                      |
| Мастърс 2010              |         | £              |               |                 |            |           |                      |
| Първенство на Уелс 2010   |         | £              |               |                 |            |           |                      |
| Първенство на Китай 2010  |         | £              |               |                 |            |           |                      |
| Световно първенство 2010  |         | £              |               |                 |            |           |                      |
| Общо                      |         | £              |               |                 |            |           |                      |